# Koloncos legyezőfű
A koloncos legyezőfű vagy közönséges legyezőfű (Filipendula vulgaris) a rózsavirágúak (Rosales) rendjébe és a rózsafélék (Rosaceae) családjába tartozó faj.
Nemzetségének a típusfaja.

## Előfordulása
A koloncos legyezőfű eredeti előfordulási területe Európa legnagyobb része, beleértve a Brit-szigeteket és Skandinávia nyugati és középső térségeit is. Ezen a kontinensen, csak a Földközi-tenger szigeteiről, valamint az európai Oroszország északkeleti részéről hiányzik. Ázsiában főleg a középső térségekben van jelen; ezek alól kivételt képez Törökország, Irán és Oroszország legkeletibb partjainak egy kis része. Afrikából, csak Marokkót és Algériát hódította meg természetes körülmények között. Habár állományainak jelentős része az északi félgömbön található, egy elszigetelt állománya Új-Zéland Északi-szigetén él. Az ember azonban betelepítette a Déli-szigetre is, valamint az USA-beli Vermont államba.

## Megjelenése
Egyenes szárú 20-50 centiméter magas növény, amelynek páfrányszerű levelei tőlevélrózsaszerűen nőnek. Virágai kicsik, krém-fehérek és sűrűn nyílnak a növény tetején. Késő tavasztól a nyár közepéig virágzik.

## Képek

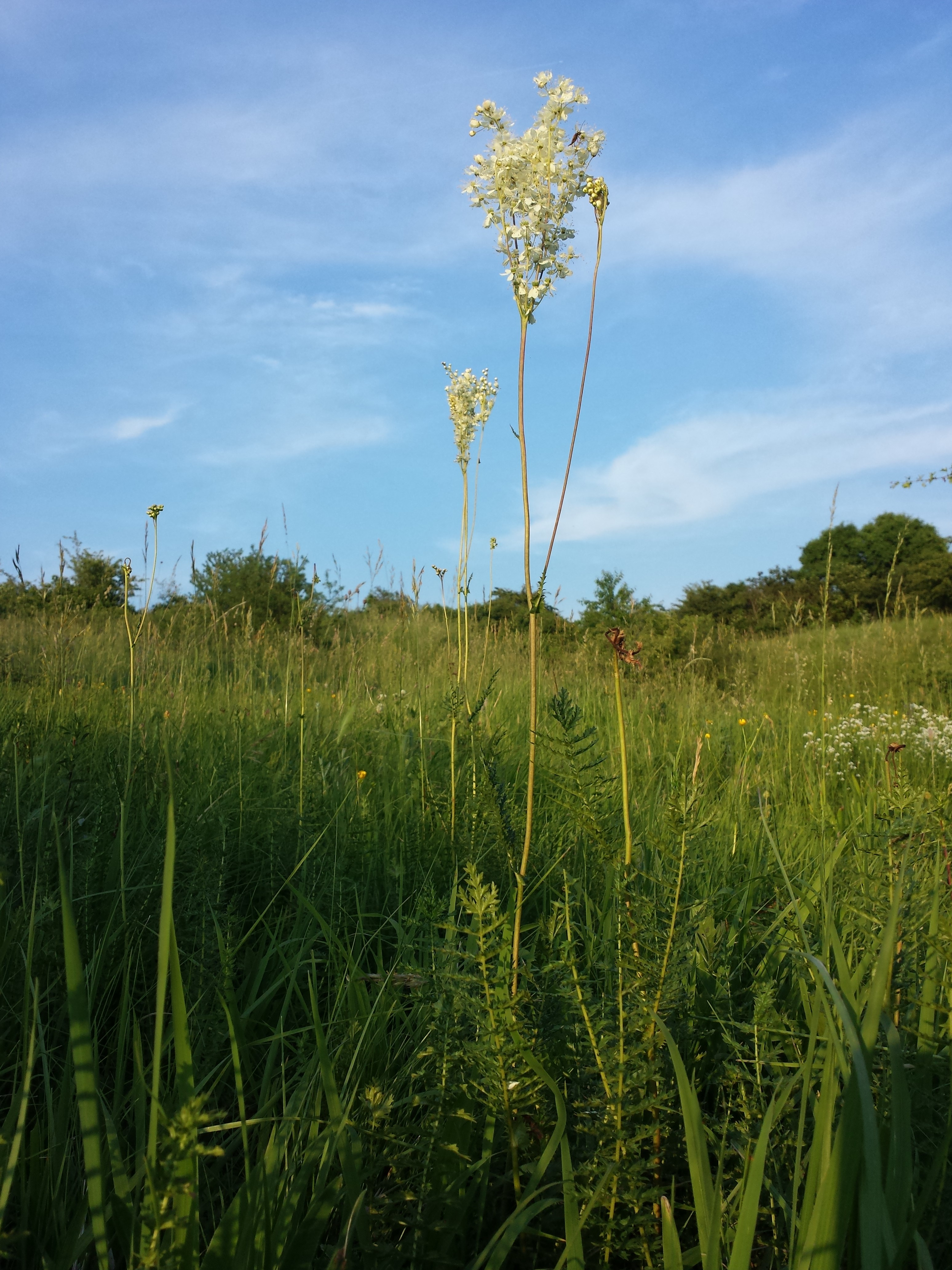
A növény
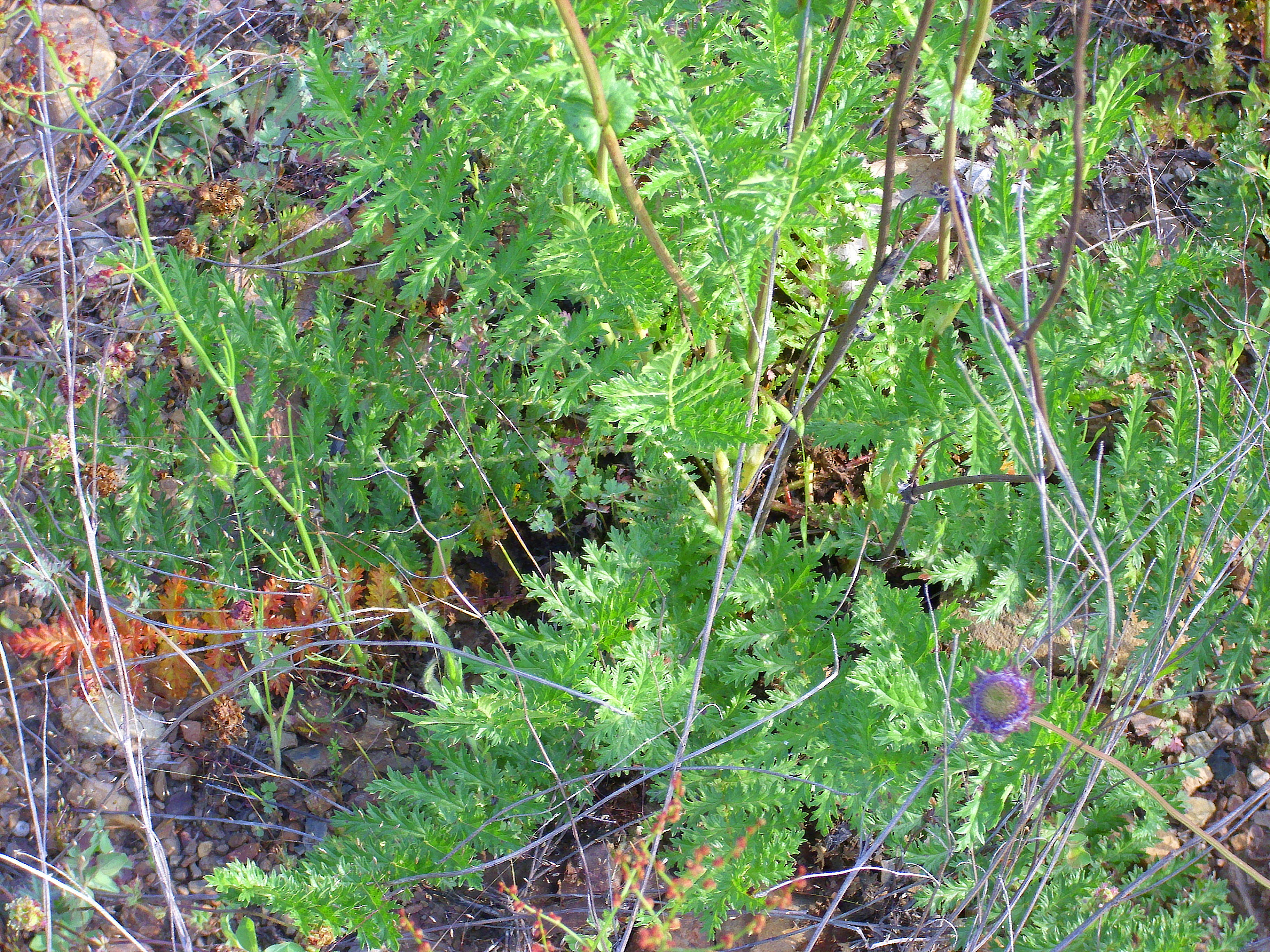
Levelei
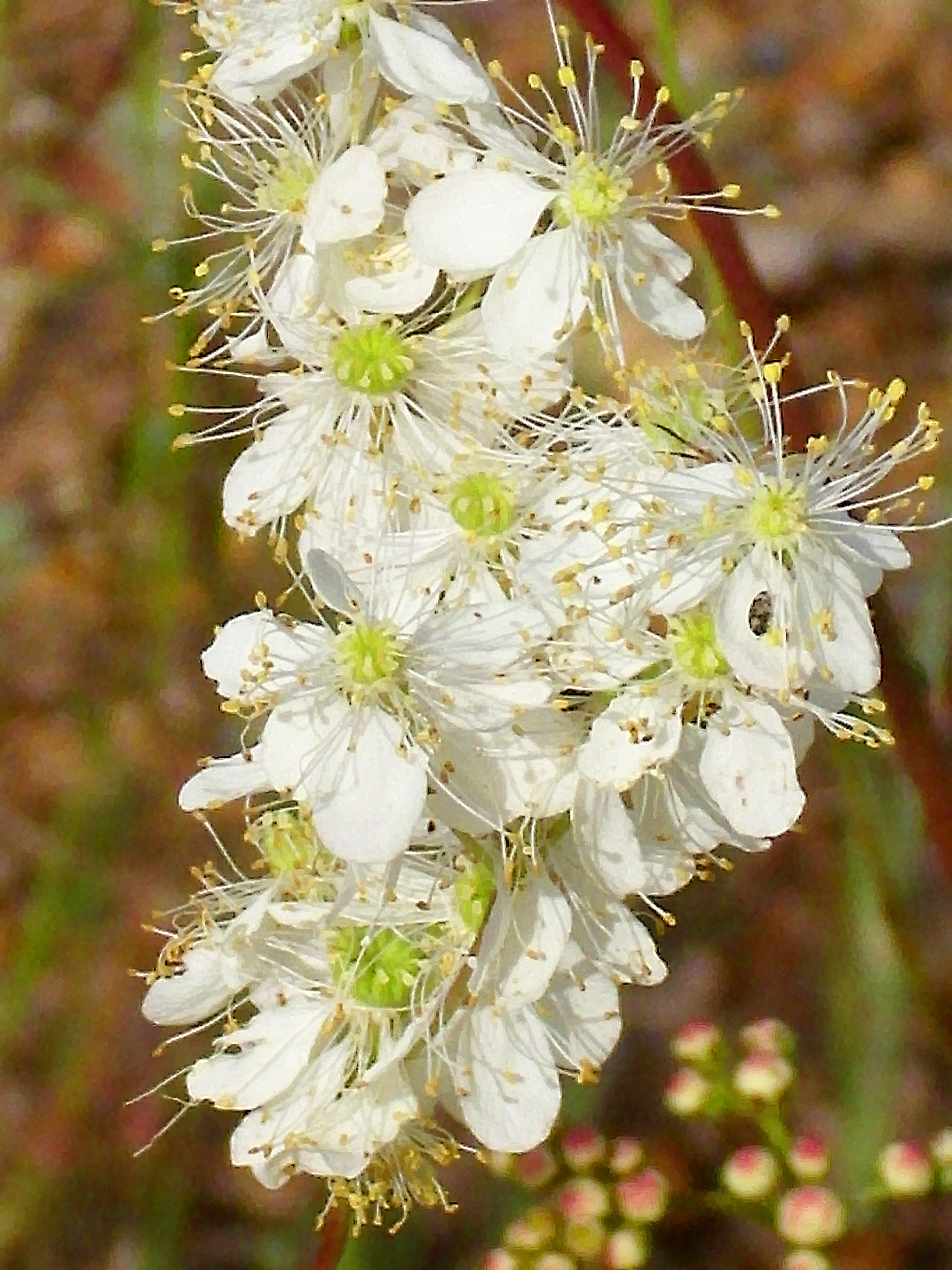
Virágai
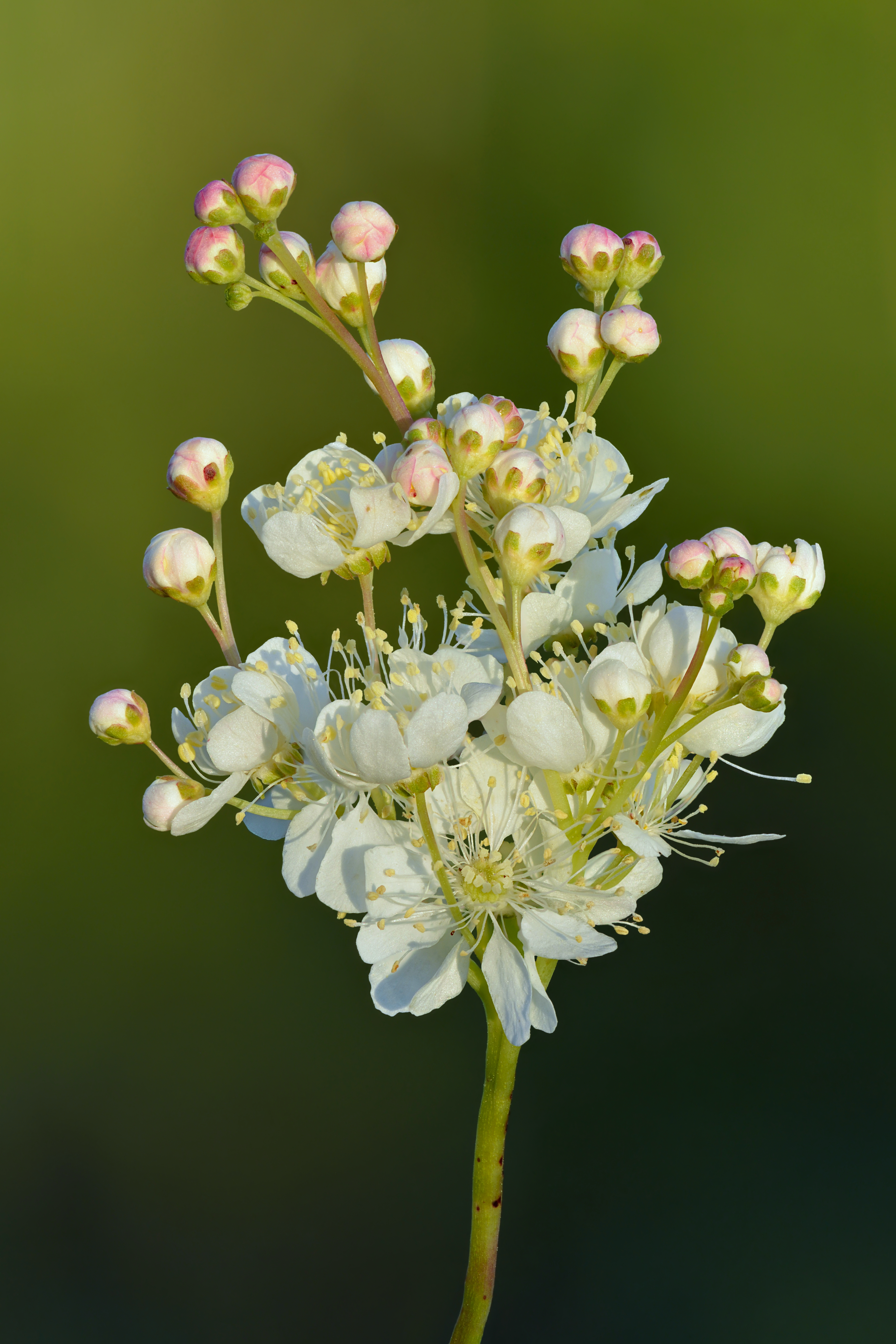
Virágzat
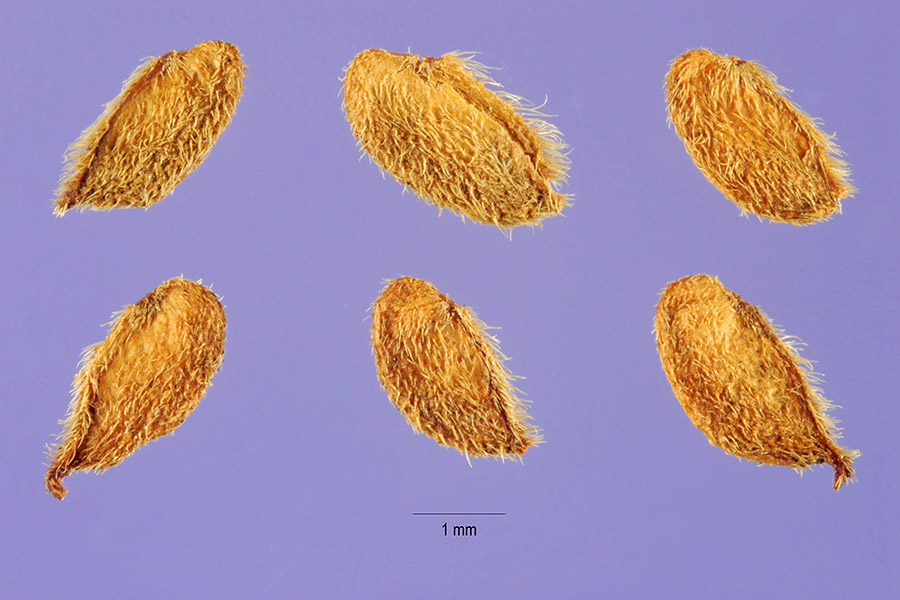
Magvai